# Tidal (album)
Tidal è l'album in studio di debutto della cantautrice statunitense Fiona Apple, pubblicato il 23 luglio 1996.

## Tracce
1. Sleep to Dream – 4:08
2. Sullen Girl – 3:53
3. Shadowboxer – 5:24
4. Criminal – 5:41
5. Slow Like Honey – 5:56
6. The First Taste – 4:46
7. Never Is a Promise – 5:54
8. The Child Is Gone – 4:14
9. Pale September – 5:50
10. Carrion – 5:43